# West Melbourne
West Melbourne is een plaats (city) in de Amerikaanse staat Florida, en valt bestuurlijk gezien onder Brevard County.

## Demografie
Bij de volkstelling in 2000 werd het aantal inwoners vastgesteld op 9824.
In 2006 is het aantal inwoners door het United States Census Bureau geschat op 15.137, een stijging van 5313 (54,1%).

## Geografie
Volgens het United States Census Bureau beslaat de plaats een oppervlakte van
20,3 km², geheel bestaande uit land.

## Plaatsen in de nabije omgeving
De onderstaande figuur toont nabijgelegen plaatsen in een straal van 16 km rond West Melbourne.